# Jean-Baptiste Perrée
Jean-Baptiste Perrèe (Saint-Valery-sur-Somme, 19 dicembre 1761 – Malta, 18 febbraio 1800) è stato un ammiraglio francese.

## Biografia

### Gli inizi
Nato in una famiglia di marinai e mercanti, Jean-Baptiste iniziò a navigare all'età di 12 anni come mozzo sul mercantile Glorieuse, al comando di suo padre. Nel corso dei successivi venti anni egli salì di grado nella marina mercantile, prese parte ad una campagna a bordo del Boulonnaise della Regia Marina francese come aiuto pilota e nel 1785 ottenne il grado di comandante.

### La guerra di corsa
Nel 1793, quando la Francia dichiarò guerra all'Inghilterra con il formarsi della Prima coalizione, Perrée si arruolò come guardiamarina.
Promosso tenente nel maggio 1794, assunse il comando della fregata Proserpine, per condurre operazioni di guerra di corsa; nella sua campagna di otto mesi egli catturò più di 63 mercantili britannici ed una fregata olandese da 32 cannoni il 21 maggio.
Il 13 settembre 1794 Jean-Baptiste era diventato "capitano di nave di linea" e gli fu affidato il comando di una divisione navale nel Mediterraneo, comprendente anche la fregata Alceste e il brigantino da 18 cannoni Hazard. Il 10 ottobre la divisione rientrò a Tolone.
Il 15 novembre egli compì un'altra missione nel Mediterraneo, questa volta con la fregata Minerve, insieme all' Alceste ed alla corvetta da 20 cannoni, Brune. La divisione incrociò nel Mediterraneo, facendo poi vela per una missione diplomatica a Tunisi, prima di rientrare a Tolone il 29 dicembre.
Il 4 febbraio 1795 Perrée navigò ancora sulla Minerve, questa volta insieme alla fregata Sérieuse. Le due navi incrociarono insieme nel Mediterraneo fino a quando la Sérieuse si distaccò per trasportare fondi ad Algeri: la Minerve rientrò a Tolone il 24 febbraio e la Sérieuse il 20 maggio.
Nel settembre 1795 gli venne affidato il commando di uno squadrone di quattro fregate e due corvette per attaccare le navi inglesi lungo la costa occidentale dell'Africa e razziare i relativi insediamenti; durante questa campagna egli catturò 54 mercantili e due corvette. Il 26 aprile 1796 Perrée salpò con lo squadrone del Mediterraneo, al comando della nuova fregata Diane per trasportare diplomatici, merci e munizioni a Costantinopoli fino al 14 novembre.
All'inizio del 1797 Perrée assunse il commando della divisione navale dell'Adriatico come contrammiraglio. La divisione comprendeva la fregata Diane, la corvetta Brune, la cannoniera Frimaire ed il brigantino Jason.

### La campagna d'Egitto
Con il rango di capitano, Perrée agì come comandante di divisione durante la spedizione napoleonica in Egitto: Napoleone gli affidò il comando della flottiglia del Nilo, composta da sciabecchi e da altre navi leggere.
Il 13 luglio la flottiglia combatté contro le navi fluviali ed i forti egiziani, mentre riforniva di viveri e munizioni l'armata francese, riuscendo a catturare qualcuna di queste navi ed a mettere in fuga le altre. Ferito durante le schermaglie precedenti la battaglia di Shubra Khit, Perrée fu promosso contrammiraglio su insistenza di Napoleone e ricevette la spada d'onore con la scritta «Bataille de Chabreis», su un lato della lama, e «Dono del generale Bonaparte» sull'altro.
Quando la campagna francese nel Medio Oriente si volse verso la Siria, Perrée assunse il comando di uno squadrone di tre fregate e due brigantini, scampati alla battaglia del Nilo, per portare rifornimenti ed artiglieria all'armata, violando il blocco navale turco-britannico. Lo squadrone comprendeva le fregate Junon, Courageuse e Alceste e i brigantini Salamine e Alerte. Giunte a Giaffa, le fregate sbarcarono il loro carico e persino parte del proprio munizionamento, rimanendo con soli 15 colpi per cannone; la fregata Junon lasciò all'armata quattro dei suoi cannoni.
La divisione quindi operò un blocco per consentire il completamento dell'Assedio di San Giovanni d'Acri.
Il 14 maggio la divisione fu oggetto della caccia da parte di due vascelli ed una fregata nemici, al comando dell'ammiraglio inglese Sidney Smith, cui tuttavia Perrée riuscì a sfuggire prontamente. Contro gli specifici ordini di dirigersi in Europa sono non avesse potuto fare altrimenti, Perrée conferì con i suoi ufficiali e decise che la scarsa quantità di munizioni rendeva indispensabile il ritorno a Tolone passando dall'isola di Lampedusa per rifornirsi di acqua.
A 60 miglia da Tolone, il 18 giugno 1799, la divisione di Perrée incontrò una flotta di 30 navi inglesi al comando dell'ammiraglio George Elphinstone: ebbe così inizio una caccia durata 28 ore che si concluse con la cattura di tutte le navi di Perrée.
Perrée fu molto presto oggetto di uno scambio di prigionieri, ma il suo comportamento venne sottoposto, tra il 6 ottobre ed il 25 novembre alla corte marziale, presieduta dal vice-ammiraglio Thévenard. Questa sentenziò che, data la superiorità delle forze inglesi ed ottomane al largo delle coste siriane, lo scarso armamento delle fregate francesi e la scarsità di cibo ed acqua erano motivi sufficienti per decidere il rientro a Tolone; Perrée quindi venne assolto con onore per decisione unanime del consiglio della Corte.

### La battaglia del convoglio di Malta
Dal 28 novembre, Perrée assunse il comando di una piccola divisione navale, che aveva la missione di portare cibo da Tolone alle forze francesi assediate dai ribelli maltesi (e dalla marina inglese) a Malta. La nave ammiraglia era il veliero da 74 cannoni Généreux. Oltre alla nave ammiraglia, la divisione era composta dalle corvette da 20 cannoni Badine e Fauvette, da quella da 16 cannoni Sans Pareille e dal fluyt Ville de Marseille
La divisione di Perrée salpò il 26 gennaio 1800, ma poco dopo, al largo di Hyères, il Généreux accusò avarie che lo costrinsero al rientro a Tolone per le riparazioni del caso. Salpata nuovamente il 10 febbraio 1800 da Tolone, la divisione navale giunse al largo di La Valletta solo una settimana dopo, a causa delle condizioni atmosferiche avverse.
Il 18 febbraio, al largo di Lampedusa, fu avvistata una strana vela che si rivelò essere una nave inglese, che si stava unendo ad altre due all'orizzonte. Perrée ordinò la fuga, ma la Ville de Marseille, fu raggiunta dal vascello inglese da 74 cannoni HMS Alexander e si arrese alle 8:30.
Insieme all'HMS Alexander, il rimanente dello squadrone britannico, composto dalla Northumberland, dalla Foudroyant e dalla fregata da 32 cannoni Success, parte della flotta di George Elphinstone, che stava attuando il blocco all'isola di Malta, proseguì nella caccia alla divisione francese.
Nel pomeriggio Perrée, con la sua ammiraglia, si trovò circondato dal nemico. Una scheggia, causata dalla prima bordata inglese contro il Généreux, provocò una temporanea cecità a Perrée, che tuttavia rimase sul ponte arringando l'equipaggio: «Ce n'est rien, mes amis, continuons notre bisogne.» (Non è nulla, amici miei, continuiamo il nostro lavoro) e ordinò una virata ma una cannonata della seconda bordata del Success gli strappo una gamba e Perrée cadde sul ponte privo di conoscenza. Il combattimento continuò finché il Généreux, sopraffatto da forze preponderanti, non si arrese.
Perrée morì nella sera a causa delle ferite riportate e su ordine di Nelson la sua salma venne inumata nella chiesa di Santa Lucia a Siracusa.
Il suo nominativo è inciso sull'Arco di Trionfo di Parigi al pilastro sud, colonna 24.